# Somatidia pernitida
Somatidia pernitida är en skalbaggsart som beskrevs av Mckeown 1940. Somatidia pernitida ingår i släktet Somatidia och familjen långhorningar. Inga underarter finns listade i Catalogue of Life.